# AELO
El acrónimo AELO (por Anti-EstreptoLisina O), o en inglés ASLO (anti-streptolysin O), refiere a la medición de anticuerpos anti-estreptococo betahemolíticos del tipo A. Esta bacteria (estreptococo) produce una enzima llamada estreptolisina O, que puede destruir los hematíes, por lo que el cuerpo reacciona contra ella produciendo anticuerpos específicos antiestreptolisina O.
La anti-estreptolisina O es el conjunto de anticuerpos específicos frente a la estreptolisina O, un enzima extracelular producido por estreptococos del grupo A de Lancefield β-hemolítico (Streptococcus pyogenes). La antiestreptolisina puede detectarse desde una semana a un mes después de la infección del estreptococo. Streptococcus pyogenes causa una amplia variedad de infecciones en las vías respiratorias altas tales como la faringitis aguda. Otras manifestaciones de infección por Streptococcus pyogenes incluyen glomerulonefritis, fiebre reumática, endocarditis bacteriana y fiebre escarlata3.
El diagnóstico clínico no debe realizarse teniendo en cuenta el resultado de un único ensayo, sino que debe integrar los datos clínicos y de laboratorio.

## Otra información de interés
Niveles normales de antiestreptolisinas O (ASLO):[cita requerida]
- en adultos:	Menores de 160 Unidades/ml
- en niños menores de 2 años:	Menores de 50 Unidades/ml
- en niños entre 2 y 4 años:	Menores de 160 Unidades/ml
- en niños entre 4 y 12 años:	Entre 160 y 300 Unidades/ml

Los niveles aumentados de antiestreptolisinas O (ASLO) pueden indicar:
- Infección por Estreptococo betahemolíticos del tipo A
- Glomerulonefritis
- Fiebre reumática
- Endocarditis bacteriana
- Escarlatina

Considerando el bajo coste y la ausencia de resistencias, la penicilina es considerada la primera elección para el tratamiento de la faringitis estreptocócica.